# Даніель Петер
Даніель Петер (фр. Daniel Peter; (9 березня 1836 — 4 листопада 1919) — швейцарський підприємець, винахідник молочного шоколаду.
Народився 9 березня 1836 року в Мудоні, у кантоні Во, у сім'ї м'ясника Жана Семюеля Петера та Жанни-Луїзи Лоран. У 1856 році заснував компанію з виробництва свічок. З часом, однак, профіль компанії змінився і до виробництва свічок додалося виготовлення шоколаду. 1863 року одружився з донькою відомого шоколатьє Франсуа Луї Кає.
З 1857 року Петер експериментував, намагаючись поєднати шоколад із молоком. Але спроби були невдалими, доки суміш «цвіла». Вихід був знайдений, коли Анрі Нестле винайшов «сухе молоко». Саме поєднання шоколаду з молочним порошком і дало змогу Петеру створити в 1875 році молочний шоколад, який сам винахідник назвав Gala.
Пізніше патент на новий різновид шоколаду Петер продав компанії Нестле.
Помер Петер 4 листопада 1919 року у Веве.